# José Geraldo Oliveira do Valle
Dom José Geraldo Oliveira do Valle, CSS (Leme, 3 de dezembro de 1929) é um padre estigmatino e bispo católico brasileiro. Foi o primeiro bispo de Almenara e o sétimo bispo de Guaxupé.
Ordenado padre no dia 10 de janeiro de 1954, foi nomeado bispo de Almenara pelo Papa João Paulo II e recebeu a ordenação episcopal das mãos de Dom Silvestre Luís Scandián no dia 23 de julho de 1982.
Em 1988 foi nomeado bispo coadjutor e, no ano seguinte, bispo diocesano de Guaxupé. Foi responsável por essa diocese até 2006, quando então tornou-se bispo emérito.